# Albert Verwey

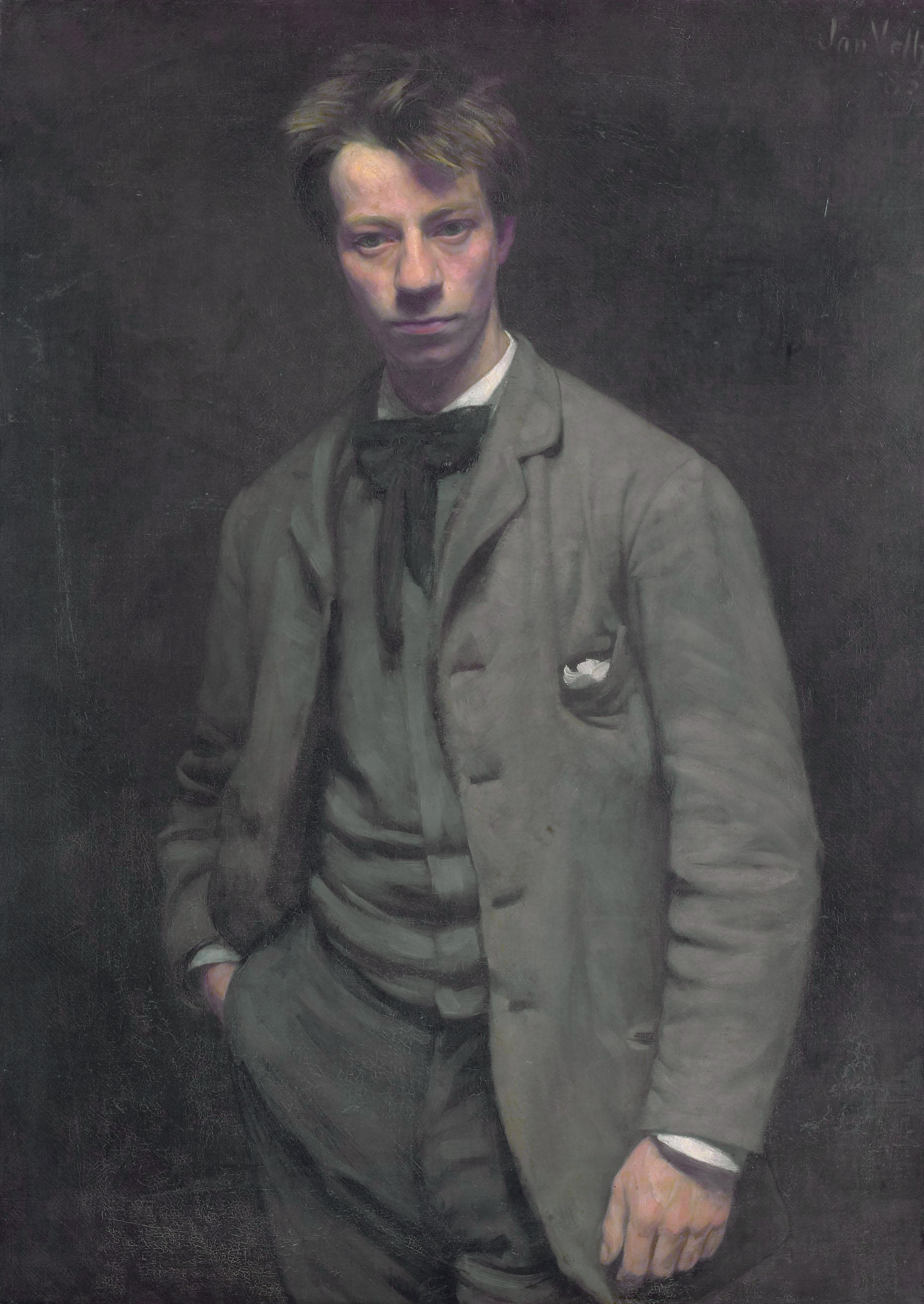
Albert Vervey omkring 1885

Albert Verwey, född 15 maj 1865 i Amsterdam, död 8 mars 1937 i Noordwijk aan Zee, var en nederländsk skald och litteraturkritiker.
Verwey blev tidigt en av ledarna inom den nederländska diktarskola, som börjar med Jacques Perk, uppsatte 1885 tillsammans med bland andra Frederik Willem van Eeden och Willem Kloos "De nieuwe gids", i förening med vilken han utgav den polemiska broschyren De onbevoegdheid der Hollandsche litteraire kritiek (Den holländska litteraturkritikens inkompetensförklaring; omtryckt i nämnda tidskrift 1925), senare jämte Karel Joan Lodewijk Alberdingk Thijm "De XX:ste eeuw" samt slutligen De beweging (1905–19). 
År 1925 blev Verwey professor i nederländsk litteratur vid universitetet i Leiden efter Gerrit Kalff. En del av sina diktcykler samlade han i Verzamelde gedichten (1889 och 1912), det mesta av sina prosaskrifter, bland vilka kan nämnas Eene inleiding tot Vondel (1893), Het leven van Potgieter (1903), Potgieters testament (1906; andra upplagan 1912), Inleiding tot de nieuwe Nederlandsche dichtkunst (1905; femte upplagan 1921) och Hendrik Laurenszoon Spieghel (1919), i Proza (tio delar, 1921–23). Han utgav även antologier av äldre nederländska diktare, historiska dramer och översättningar.

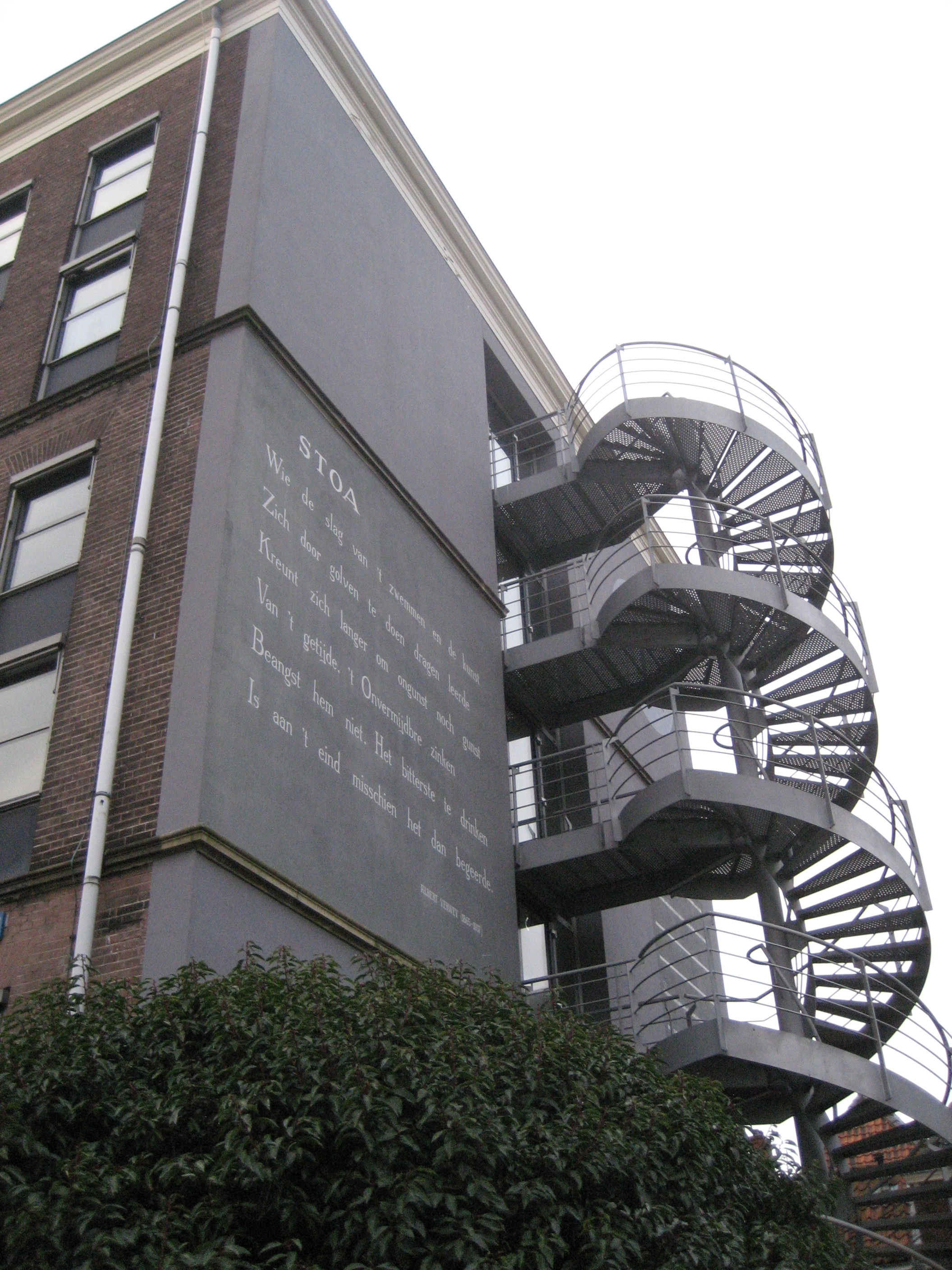
Stoa, väggdikt (Leiden)
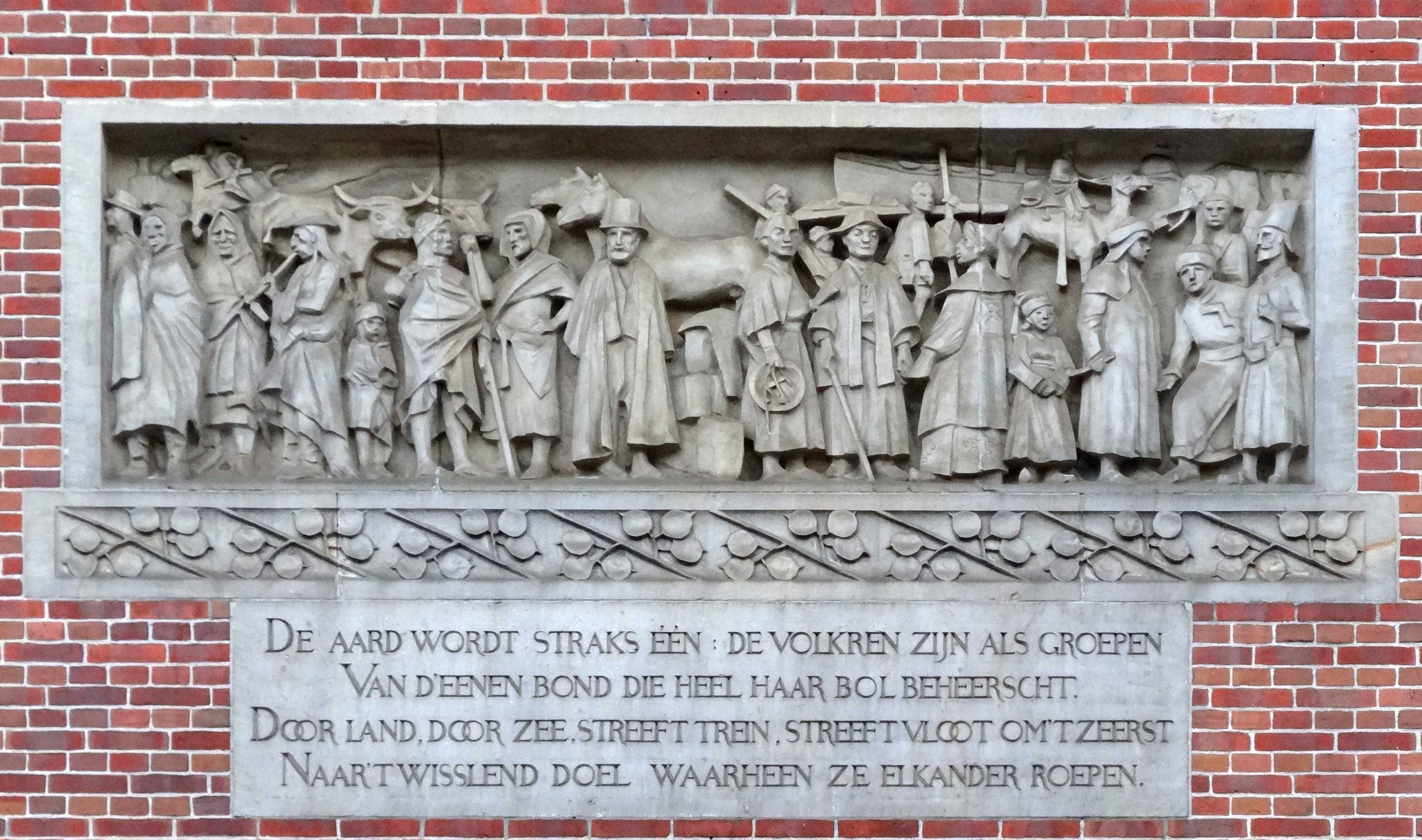
Amsterdam
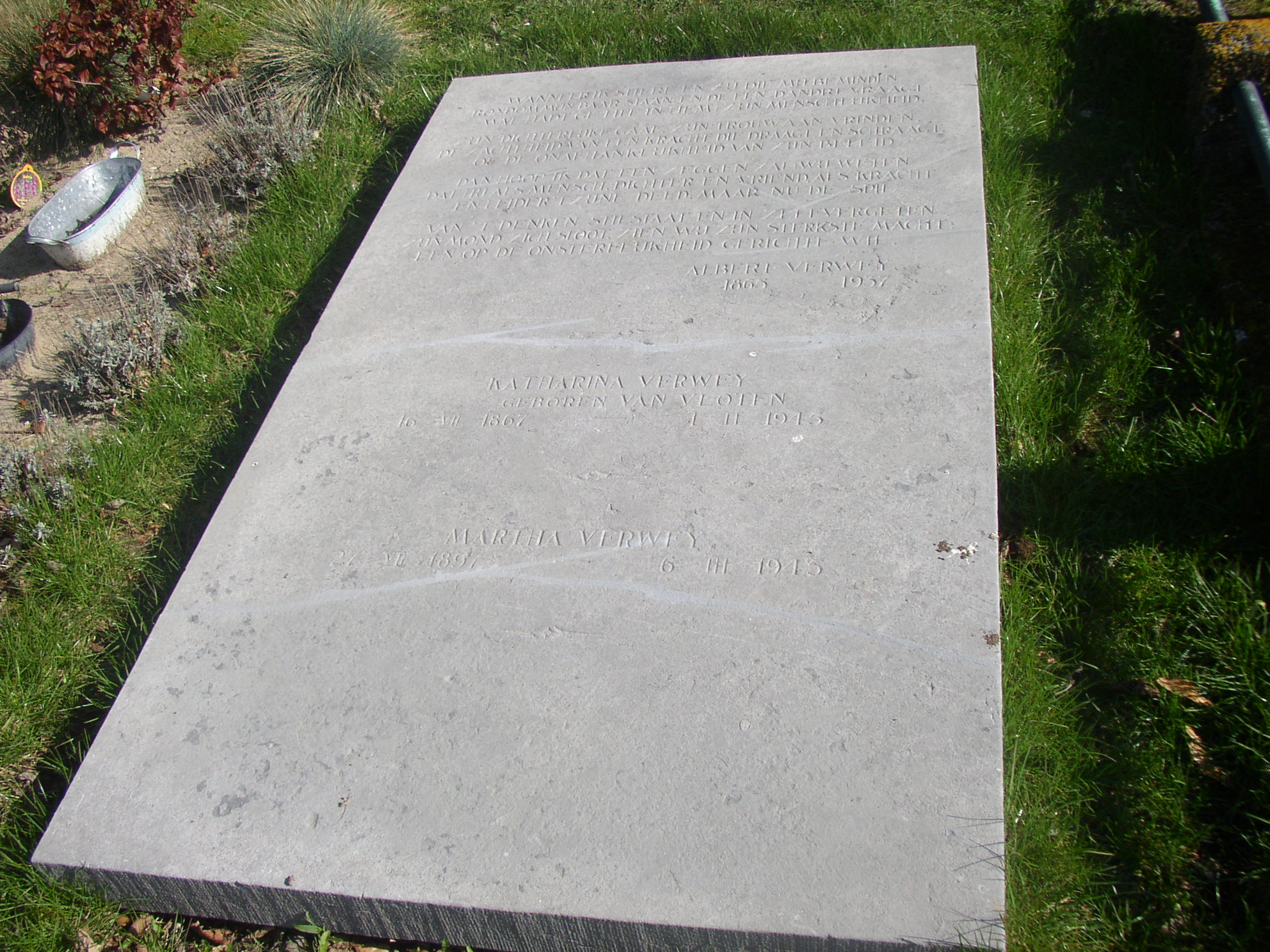
Gravskick (Noordwijk)
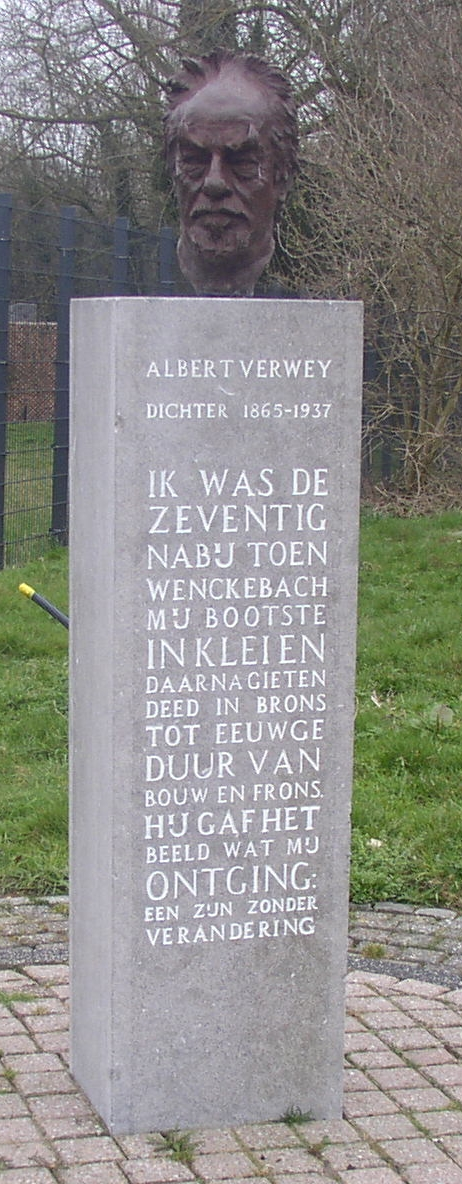
Byst (Noordwijk)